# Foktő
Foktő este un sat în districtul Kalocsa, județul Bács-Kiskun, Ungaria, având o populație de 1.672 de locuitori (2011). 

## Demografie
Componența etnică a satului Foktő
     Maghiari (96,73%)
     Romi (1,63%)
     Necunoscut (0,2%)
     Alții (1,43%)
Componența confesională a satului Foktő
     Romano-catolici (47,61%)
     Reformați (18,72%)
     Fără religie (5,5%)
     Necunoscută (27,39%)
     Alte religii (2,09%)
Conform recensământului din 2011, satul Foktő avea 1.672 de locuitori. Din punct de vedere etnic, majoritatea locuitorilor (96,73%) erau maghiari, cu o minoritate de romi (1,63%). Apartenența etnică nu este cunoscută în cazul a 0,2% din locuitori. Nu există o religie majoritară, locuitorii fiind romano-catolici (47,61%), reformați (18,72%) și persoane fără religie (5,5%). Pentru 27,39% din locuitori nu este cunoscută apartenența confesională.